# Конструктор графічного інтерфейсу користувача

Конструктор графічного інтерфейсу NetBeans

Конструктор графічного інтерфейсу користувача (або конструктор GUI) — це інструмент розробки програмного забезпечення, який спрощує створення графічного інтерфейсу, дозволяючи дизайнеру впорядковувати графічні елементи керування (часто звані віджетами) за допомогою перетягування у візуальному редакторі. Без конструктора графічного інтерфейсу графічний інтерфейс повинен бути створений шляхом ручного вказівки параметрів кожного віджета у вихідному коді без візуального зворотного зв’язку до запуску програми. Такі інструменти зазвичай називають терміном RAD IDE.
Інтерфейси користувача зазвичай програмуються з використанням керованої подіями архітектури, тому розробники GUI також спрощують створення коду, керованого подіями. Цей допоміжний код з’єднує програмні віджети з вихідними та вхідними подіями, які запускають функції, що забезпечують логіку програми.
Деякі конструктори графічного інтерфейсу користувача автоматично генерують увесь вихідний код для графічного елемента керування. Інші, такі як Interface Builder або Glade Interface Designer, створюють серіалізовані екземпляри об’єктів, які потім завантажуються програмою.

## Список середовищ розробки
- Adobe Flash Builder
- Android Studio
- Anjuta
- AwareIM
- AutoIt3
- BBj
- C++ Builder
- Clarion
- Code::Blocks
- CodeLite
- dBase
- DGLux5
- Dr.Racket with Mr. Ed
- Delphi
- Ebase Xi
- Eclipse
- Gambas
- JDeveloper
- Just BASIC/Liberty BASIC
- KDevelop
- LANSA
- Lazarus
- LabWindows/CVI
- Liberty BASIC Workshop
- Microsoft Access
- Microsoft Visual Studio
- MonoDevelop
- Free Pascal
- MyEclipse
- NetBeans
- OutSystems
- PascalABC.NET
- Philasmicos Entwickler Studio
- PureBasic
- Qt Creator
- SharpDevelop
- Softwell Maker
- WinDev
- WeeScript Automation
- wxDev-C++
- Xcode
- Xojo